# ジェマ・イスラミア
ジェマ・イスラミア（インドネシア語: Jemaah Islamiyah、略称：JI、アラビア語: الجماعة الإسلامية、翻字：al-Jamāʿat ul-Islāmíyatu）は、インドネシアを中心に東南アジアで活動していたイスラーム過激派組織。2024年に解散を宣言した。
日本語ではジェマア・イスラミアなどとも表記される。「イスラームの会衆」という意味で、一般には略称の「JI」と表記される。

## 概要
「ダルル・イスラム」（DI)の活動家であったアブドゥラ・スンカル（Abdullah Sungkar）とアブ・バカル・バシル（Abu Bakar Ba'asyir）によって両者の逃亡先であったマレーシアにおいて1993年に結成された組織で、タイ南部、マレーシア、シンガポール、インドネシア、ブルネイ、フィリピン南部にわたるイスラム国家の樹立を目的としている。組織の精神的指導者はアブ・バカル・バシル（日本の新聞等ではバシル師と表記されることが多い）。
元アフガン義勇兵が中核メンバーであり、構成員は500人から数千人程度とされている。2002年に国際連合安全保障理事会決議でテロ組織に指定された。
200人以上が死亡した2002年のバリ島での爆破テロに関与したことで知られる。JIの幹部は2024年6月30日、組織を解散したうえで今後はインドネシアの法令に従い、正統なイスラム教に沿った教育活動に重点を置くとのビデオ声明を出した。同年11月3日、服役中の元最高指導者パラ・ウィジャヤントが、インドネシア国家警察監視下で一時的に出所して、各地区を統括したJI構成員100人以上が参加した解散集会を首都ジャカルタ郊外で開いた。

## 活動

### 1990年代
JIのルーツは1942年にインドネシアで生まれた「ダルル・イスラム」（DI、「イスラムの家」の意）という急進的な反植民地・イスラム主義組織である。この時期までのインドネシアは、オランダ領東インド（蘭印）として植民地支配下にあり、続いて太平洋戦争の南方作戦で上陸してきた日本軍に占領された。
DIはシャリーアにもとづくイスラム国家建国を目標とし、日本の降伏を受けたオランダに対するインドネシア独立戦争では西ジャワを拠点に戦った。1948年、インドネシア共和国はオランダとレンヴィル協定を結んだが、DIはこの停戦協定を不服として西ジャワに独立国の建国を宣言した。1949年にインドネシアが主権を獲得すると、DIとの紛争が勃発、南スラウェシやアチェでもDIに合流する動きが起こった。DIは、創設者であるセカルマジ・マリジャン・カルトスウィルヨが1962年に逮捕され銃殺刑に処されると表立った活動はなくなっていた。
JIは公式には1993年1月1日にハドラミーであるアブドゥラ・スンカルとアブ・バカル・バシールによって設立されたが、スハルト政権の弾圧で両名とも投獄され、釈放後はマレーシアを活動拠点とした（マレーシアでの活動は主にリクルートであり、2002年以前にはJIの痕跡は余り見られない）。スハルトが失脚すると1998年に両名はインドネシアに帰還し、スンカールはアルカーイダとの関係を構築したが、1999年に死亡した。バシル師はジハードを説いたが軍事行動には消極的であった。しかし、「ハンバリ」（Hambali）という通称で知られるリドゥアン・イサムディンと出逢ったことでテロ活動に転じた。ハンバリは軍事部門の指導者となり、東南アジアにおけるウサーマ・ビン・ラーディンの代理のような存在となった。

### 2000年代
JIはまずモルッカ諸島やスラウェシ島のポソでの紛争に介入し、9.11事件以降はインドネシア国内の西側の権益を攻撃対象としていった。9.11事件の数ヶ月後、シンガポール政府が、同国内で連続爆弾テロを企てた容疑でイスラム過激派十数人を逮捕し、彼らの所属組織をJIとして公表し、その存在が公にされた。JIはアル・カーイダやアブ・サヤフ、モロ・イスラム解放戦線、キリスト教徒からムスリムに改宗したフィリピン人たちの過激派であるラジャ・スレイマン運動（RSM）などとの軍事面・資金面での共闘関係が指摘されている。
2002年10月12日のバリ島の爆弾テロ事件、2004年9月9日にジャカルタのオーストラリア大使館付近での爆弾テロ事件、2005年10月1日のバリ島の爆弾テロ事件などがJIの犯行であるとされている。ハリド・シェイク・モハメド逮捕後はアル・カーイダでナンバー3の地位にあったハンバリは2005年にアメリカ合衆国CIAとタイ警察によって逮捕され、その他のJIの幹部もインドネシア国家警察の対テロ特殊部隊（Detachment 88）などに相次いで逮捕・射殺され、組織は一時的に弱体化した。しかし、インドネシア警察当局は2009年7月17日にジャカルタで発生したJWマリオット・ホテルとリッツ・カールトン・ホテル連続爆破事件も、組織のさらなる弱体化を懸念したバシル師の穏健路線に不満を持つ強硬派の犯行とする見解を発表している。
2009年9月17日、強硬派指導者であったヌルディン・トップが、Detachment 88との銃撃戦で死亡した。ヌルディン・トップの上官であったパキスタン人のナシール・アッバス（Nasir Abbas）は武装路線の放棄を表明するに至った。 

### 2010年代
2010年8月9日、インドネシア国家警察は、精神的指導者であったバシル師をテロ容疑で逮捕。強硬派が同国北西部アチェ州内に設置した秘密軍事訓練キャンプなどを摘発した際、バシル師との関連を示す文書を、国家警察が押収したとしている。2014年7月、収監中のバシル師は、ISILへの忠誠を表明した。

### 2020年代
2021年1月8日、バシル師が刑期満了のため、インドネシアの首都ジャカルタ南方ボゴール県の刑務所を出所した。
2021年8月20日、インドネシア国家警察の対テロ特殊部隊「デンスス88」は、イスラム教テロ組織に対する大規模な掃討作戦を全国的に展開し、テロ組織メンバーら53人を逮捕した。逮捕者のうち50人はジェマ・イスラミアであった。
2021年11月16日、インドネシア国家警察の対テロ特殊部隊「デンスス88」が、同国イスラム教組織の高位聖職者であったアフマド・ザイン・アン・ナジャをジェマ・イスラミアの資金調達に関連していた容疑で逮捕したことを明らかにした。所属していたMIUは、インドネシアに複数存在するイスラム教組織や団体の中で、宗教指導者による最高位の組織であり、その中で重要なポストであったナジャが逮捕されたことはイスラム教指導者層のみならず国民各層の間にも大きな衝撃を与えたとされる。

## 関連
- テロリズム
- 自由アチェ運動
- ラスカー・ジハード（英語版）
- ポソ宗教戦争 (1998年 - )
- マルク諸島・アンボンの宗教紛争（英語版） (1999年 - )
- バリ島爆弾テロ事件 (2002年)
- バリ島爆弾テロ事件 (2005年)